# Стрілянина в Брюсселі (2023)
Стрілянина в Брюсселі 2023 року — це ісламістська терористична атака проти громадян Швеції, здійснена тунійцем Абдесалемом Лассуедом (1978—2023) 16 жовтня в Брюсселі, Бельгія. Приблизно о 19:15 Лассуед відкрив вогонь по шведським футбольним уболівальникам на перехресті біля площі Сентелетт, внаслідок чого двоє загинули та один був поранений. Постраждалі прямували на футбольний матч на стадіоні імені короля Бодуена.

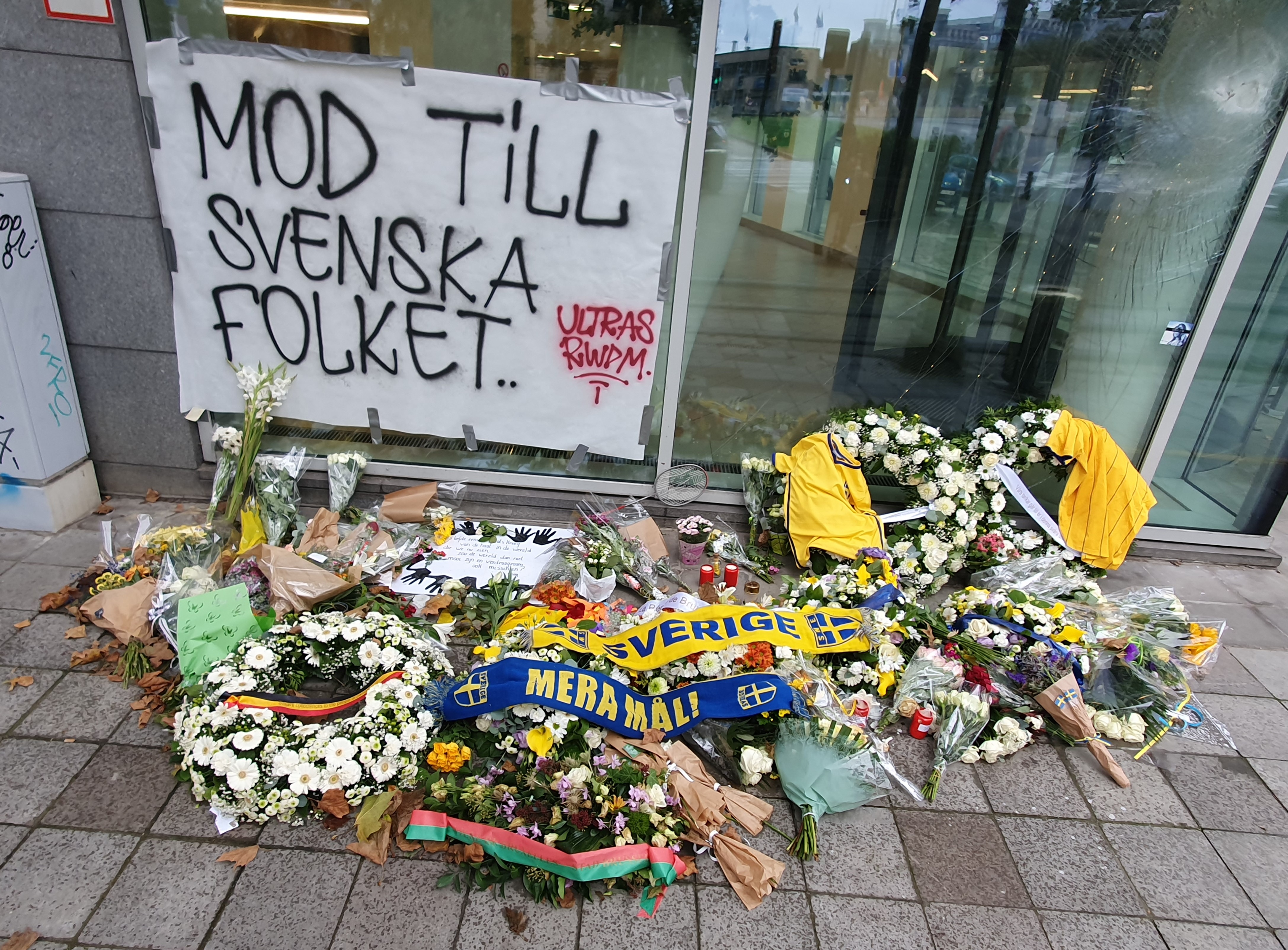

Лассуед втік з місця події, а згодом у соцмережах було опубліковано відео, де він взяв на себе відповідальність за атаку від імені Ісламської держави (ІД). Федеральний прокурор Бельгії почав розслідування на терористичному мотиві. Наступного ранку Лассуеда вистежили в кафе в муніципалітеті Схарбек, де Лассуеда застрелили при спробі арешту бельгійською поліцією, він помер дорогою до лікарні.

## Передумови
З середини 2010-х років у Брюсселі були здійснені ісламістські вибухи та напади з ножем, зокрема в 2014, 2016, червні 2017, серпні 2017, 2018 і 2022 роках. У середині 2010-х років у місті базувався терористичний осередок «Ісламської держави».

## Атака

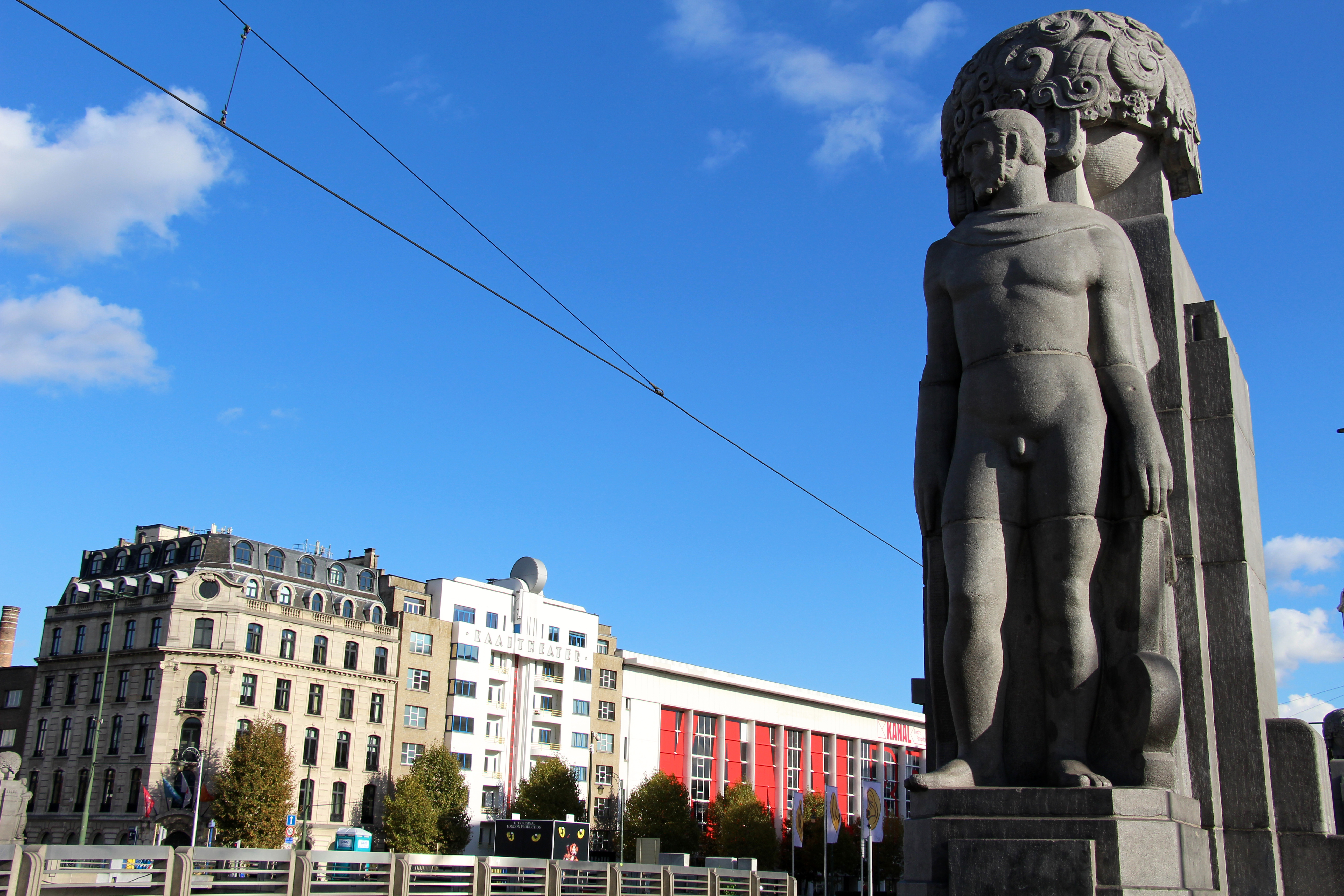
Вид на міст Сентелетт, неподалік від місця стрілянини

Близько 19:15 16 жовтня 2023 року Лассуед відкрив вогонь по шведським футбольним уболівальникам у таксі на перехресті поруч із площею Сентелетт у Брюсселі. Вболівальники прямували до стадіону імені короля Бодуена близько за 5 км, де проходив матч відбору на Євро-2024 між Бельгією та Швецією. Одну з жертв застрелили в таксі, а іншу поранили, коли він забіг у фойє офісної будівлі. Третього уболівальника було поранено, він перебував у важкому стані. Зловмисник, одягнений у флуоресцентну помаранчеву куртку, втік із місця події на мотоциклі.
Футбольний матч почався о 20:45, його було перервано через новину про напад. Шведські футболісти заявили, що не гратимуть другу половину матчу, команда Бельгії погодилася. 35 тис. глядачів затримали на стадіоні перед тим, як їх евакуювали перед опівніччю, а шведські вболівальники залишили місце останніми. Шведські вболівальники зняли екіпірування своїх уболівальників, щоб їх не ідентифікували як шведів. МЗС Швеції порадило шведам у Брюсселі бути пильними.
Незабаром після нападу в соцмережах поширилося відео, на якому чоловік розмовляв арабською, беручи на себе відповідальність за стрілянину. Чоловік сказав, що його надихнула ІД. Речник федеральної прокуратури Бельгії заявив, що розслідування зосереджено на терористичному мотиві, причому мішенню стали громадяни Швеції, ймовірно, через нещодавнє спалення Корану в Швеції. Нападника ідентифікували як Лассуеда.

## Загибель злочинця
Наступного ранку поліція отримала дані, що Лассуед перебував у кафе близ місця, де він жив, у Схарбеку. Під час затримання поліцейські вистрелили йому в груди. Медики намагалися його реанімувати та доставили до лікарні, де констатували смерть. Зброя, використана для нападу (напівавтоматична гвинтівка AR-15), була знайдена у нього, як і сумка з одягом.

## Жертви
Усі три жертви були шведськими футбольними вболівальниками, які приїхали до Бельгії, щоб подивитися на гру своєї національної збірної у відбірковому матчі Євро-2024. Загинули двоє чоловіків: 60-річний Патрік Лундстрем, який жив у Швейцарії, і 70-річний Кент Перссон, який жив у Стокгольмі. Постраждалим виявився чоловік 70-ти років.

## Розслідування

### Історія злочинця
Лассуед народився 1 вересня 1978 року, він був засуджений у Тунісі в 2005 році до понад 26 років ув'язнення за різні злочини, включаючи замах на вбивство. Він втік із в'язниці у 2011 році та нелегально пербрався до Європи через Лампедузу, італійський острів у Середземному морі на маленькому човні з мігрантами. Протягом десяти років після прибуття в Європу він шукав притулку в Бельгії, Італії, Норвегії та Швеції, які відхилили його заяви. У Швеції під фальшивим ім'ям його було заарештовано у 2012 році за злочини, пов'язані з наркотиками, і після дворічного ув'язнення депортовано до Італії. З Італії, де він був визнаний радикалом, він поїхав до Бельгії та подав заяву на надання притулку в 2019 році.
2020 року його позов було відхилено, і він залишився в Бельгії нелегально, незважаючи на запит Тунісу про його екстрадицію. Бельгійська влада відзначила його за потенційний екстремізм, а невідома іноземна розвідка також винесла попередження про нього в 2016 році Після того як він погрожував іншому тунісцю в центрі для біженців, Лассуед мав бути допитаний бельгійською владою 17 жовтня (на наступний день після нападу).
Після смерті Лассуеда федеральний прокурор заявив журналістам, що він діяв як одинак, а не як член терористичного угруповання. 17 жовтня Ісламська держава взяла на себе відповідальність за атаку через своє інформаційне агентство Amaq.

### Мотиви
Бельгійська влада заявила, що вбивця націлився на шведів, можливо, помстившись за спалення Корану в Швеції у 2023 році. Жертви були одягнені у футболки чоловічої національної збірної Швеції, коли їх застрелили. На відео, опублікованому після нападу, злочинець стверджував, що його надихнула ІД. Лассуед підписався на акаунт у TikTok, який поширював теорії змови про викрадення мусульманських дітей шведськими соціальними органами.

## Реакції
- — Прем'єр-міністр Швеції Ульф Крістерссон сказав, що його думки з родинами жертв і з пораненим. Він прийняв запрошення від Прем'єр-міністра Бельгії Александера де Кроо взяти участь у церемонії вшанування пам'яті жертв 18 жовтня.[40][41]
- — Прем'єр-міністр Александр Де Кроо надіслав співчуття прем'єр-міністру Швеції.[42]
- — Прем'єр-міністр Данії Метте Фредеріксен висловила співчуття.[43]
- — президент Емманюель Макрон сказав, що Європу похитнули, а міністр внутрішніх справ наказав посилити контроль на кордоні з Бельгією.[44]
- — Президент Європейської комісії Урсула фон дер Ляєн висловила співчуття родинам і друзям жертв теракту. Вона пообіцяла вжити заходів проти мови ненависті в Інтернеті та посилити повноваження держав-членів депортувати людей, які вважаються загрозою національній безпеці..[45]

## Наслідки
Через два дні після нападу прем'єр-міністри Швеції та Бельгії взяли участь у короткій церемонії пам'яті жертв, поклавши вінки на місці нападу. 19 жовтня УЄФА оголосила, що відбіркова гра Чемпіонату Європи між Бельгією та Швецією не буде переграна, а остаточним буде рахунок у перерві 1:1. Обидві національні футбольні асоціації схвалили це рішення, і результат матчу не вплинув на те, які команди вийдуть з групи F.
20 жовтня міністр юстиції Бельгії Вінсент Ван Квікенборн подав у відставку після того, як з'ясувалося, що запит Тунісу про екстрадицію Лассуеда в серпні 2022 року не був виконаний бельгійськими магістратами.